# علی شعبانی
علی شعبانی (زادهٔ ۲۸ اردیبهشت ۱۳۷۴ در بابل) کشتی‌گیر آزادکار ایرانی است. وی موفق به کسب عنوان قهرمانی آسیا و همچنین مدال برنز قهرمانی زیر ۲۳ سال جهان شده است. 

## فعالیت حرفه‌ای ورزشی

### زیر ۲۳ سال جهان ۲۰۱۸
در وزن ۹۷ کیلوگرم علی شعبانی پس از استراحت در دور نخست در دور دوم مقابل سیمونه ایناتونی از ایتالیا با نتیجه ۱۱ بر صفر پیروز شد وی در دور بعد اریک تیله از آلمان را با نتیجه ۸ بر صفر شکست داد و راهی مرحله نیمه نهایی شد. شعبانی در این مرحله مقابل گیوی ماتچاراشویلی از گرجستان با نتیجه ۱۰ بر صفر شکست خورد و راهی دیدار رده بندی شد. وی در این دیدار مقابل چائو کیانگ یانگ از چین با نتیجه ۱۱ بر صفر به برتری دست یافت و صاحب مدال برنز شد.

### قهرمانی جهان ۲۰۱۹
علی شعبانی در دور اول با نتیجه ۹ بر یک ابراهیم چیفتچی قهرمان زیر ۲۳ سال اروپا از ترکیه را مغلوب کرد وی در دور دوم مقابل الیزبار اودیکادزه دارنده مدال برنز جهان از گرجستان با نتیجه ۱۱ بر ۸ مغلوب شد و با توجه به شکست این کشتی گیر در دور بعد، از دور رقابت ها کنار رفت.

### جام یاشاردوغو ۲۰۱۹
شعبانی در دور نخست آبراهام کونیدو از ایتالیا را ۶ بر ۲ شکست داد و به مرحله بعد رفت او در این مرحله ۱۰ بر ۰ از سد فاتح یاشارلی از ترکیه گذشت و به نیمه نهایی رسید؛او در نیمه نهایی اصلان بک آلبوروف دارنده نشان برنز جهان از آذربایجان را ۱۰ بر ۰ شکست داد و به فینال رسید.او در فینال با نتیجه ۲ بر ۱ مقابل کایل اسنایدر از ایالات متحده آمریکا مغلوب شد و به مدال نقره بسنده کرد.

### جام زیلکوفسکی ۲۰۲۱
شعبانی در این مسابقات که به منظور کسب سهمیه المپیک ۲۰۲۰ توکیو برگزار شد،پس از استراحت در دور نخست در دور دوم مقابل ماگومد  حاجی نوراف از مقدونیه به برتری ۹ بر ۲ رسید و به نیمه نهایی صعود کرد.او در نیمه نهایی علیشیر یرگالی از قزاقستان را ۷ بر ۲ شکست داد و به فینال رسید؛او در فینال مقابل محمدحسین محمدیان از ایران ۱ بر ۱ متحمل شکست شده و به مدال نقره رسید.او در این مسابقات از کسب سهمیه بازماند.

### قهرمانی آسیا ۲۰۲۱
در وزن ۹۷ کیلوگرم علی شعبانی پس از استراحت در دور اول در دور دوم مقابل مین وون سئو از کره جنوبی با نتیجه ۱۱ بر صفر به پیروزی رسید و راهی مرحله نیمه نهایی شد. وی در این مرحله با نتیجه ۱۰ بر صفر ساتیوارت کادیان از هند را از پیش رو برداشت و به دیدار فینال راه یافت. شعبانی در دیدار فینال با نتیجه ۱۲ بر ۲ علیشیر یرگالی از قزاقستان را مغلوب کرد و به مدال طلا دست یافت.